# 片品川橋
片品川橋（かたしながわばし）は、群馬県利根郡昭和村と沼田市の間に架かる関越自動車道の橋梁である。

## 歴史
関越自動車道は、1984年までに順次開通した東京の練馬インターチェンジ（IC）と前橋IC、新潟県の湯沢ICと新潟黒埼ICに続き、前橋IC - 湯沢IC間が1985年の開通を目指して建設が進められた。この区間は赤城山麓に端を発するいくつもの利根川支流が刻んだ深い谷を渡る高橋脚の橋が架けられているが、中でも、東京と新潟のほぼ中間の渋川伊香保IC - 沼田IC間で片品川を渡る本橋は橋長1000mを越え、8本の橋脚のうち7本が高さ50mを越える、関越道随一の大規模橋梁となった。下部工は1981年3月に着工。上部工は1981年11月に横河橋梁・三菱重工業・川田工業共同企業体が日本道路公団より受注し、1983年4月に現場工事に着手した。
1985年3月に完成、同年10月2日に供用開始。トラス橋形式の道路橋としては当時日本最長であった。1985年度に、本橋と同時に供用開始した関越道の高橋脚長大橋梁である沼尾川橋、永井川橋とともに土木学会田中賞を受賞。さらに2016年度には本橋の耐震補強工事についても同賞を受賞している。

## 構造
赤城山の北嶺と武尊山の南嶺の間の台地に深い谷を刻む片品川に架かる橋であり、河岸段丘上部から河床までの高低差が100m以上あることから高所を通過することが大きな特徴である。
橋脚は矩形中空断面の鉄骨鉄筋コンクリート構造が採用され、鉄骨と鉄筋は地上で組み上げることにより極力高所作業を避ける方法が採られた。過去に70m級の高さの硬練りコンクリートのポンプ施工例がなく、建設中の高層ビルでコンクリート圧送の実験が行われた。
上部工は3径間のトラス橋3連で構成され、A橋264m、B橋404.35m、C橋365.5mの3工区に分けて施工された。東側を弧にした半径1,000～2,000mの曲線を描き、中央部に向かい左岸側2.7%、右岸側2.27%の下り勾配がある。主構造は9236トンの鋼材が使用された。上下線一体構造で、幅員方向の主構間隔は16m。主構の高さは標準部14mで、8本ある橋脚のうち片品川を挟む中央部2本（P4・P5）はトラスの下部をV字状にデザインし、主構高25mとなっている。

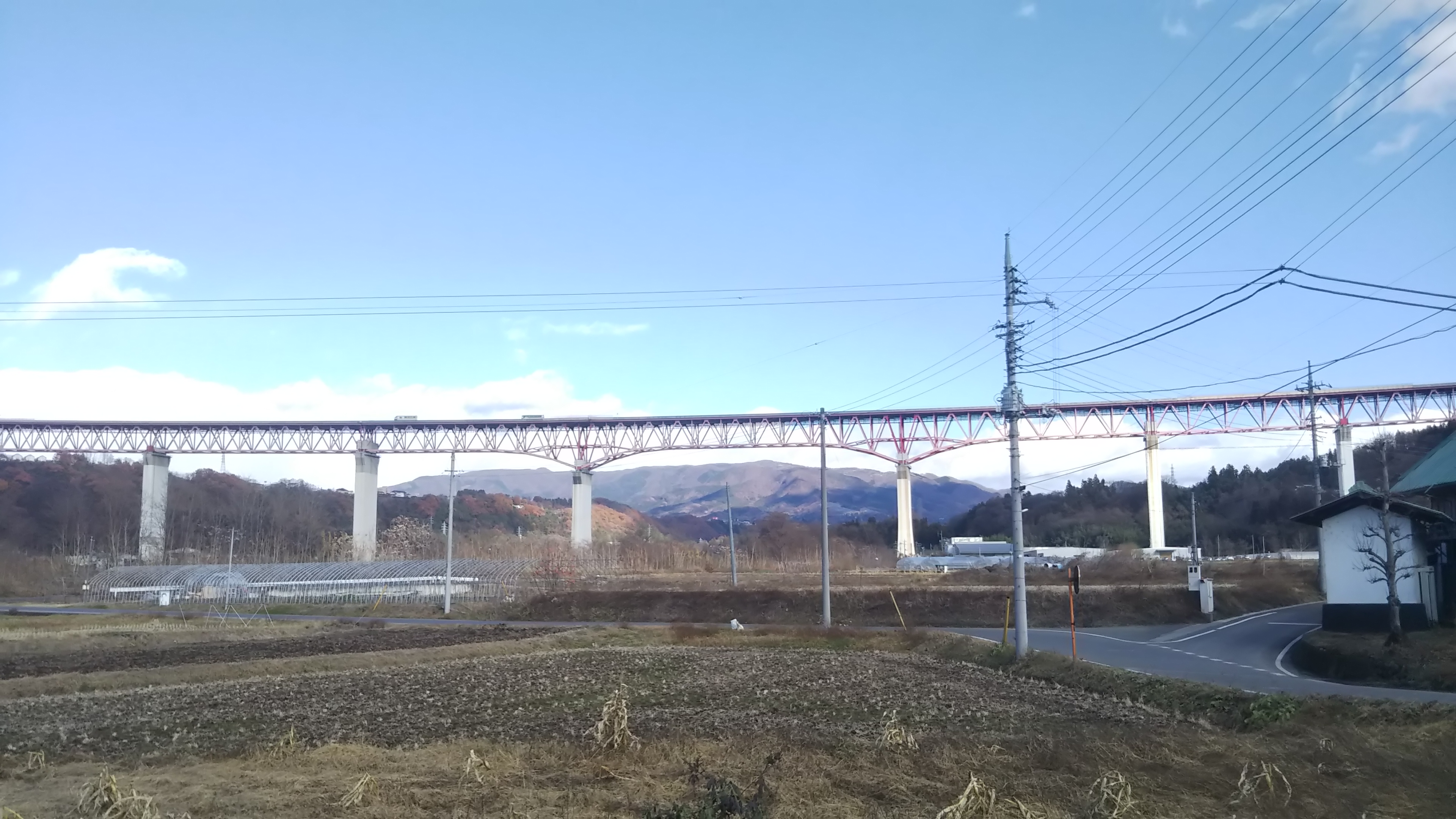
西側からの全景
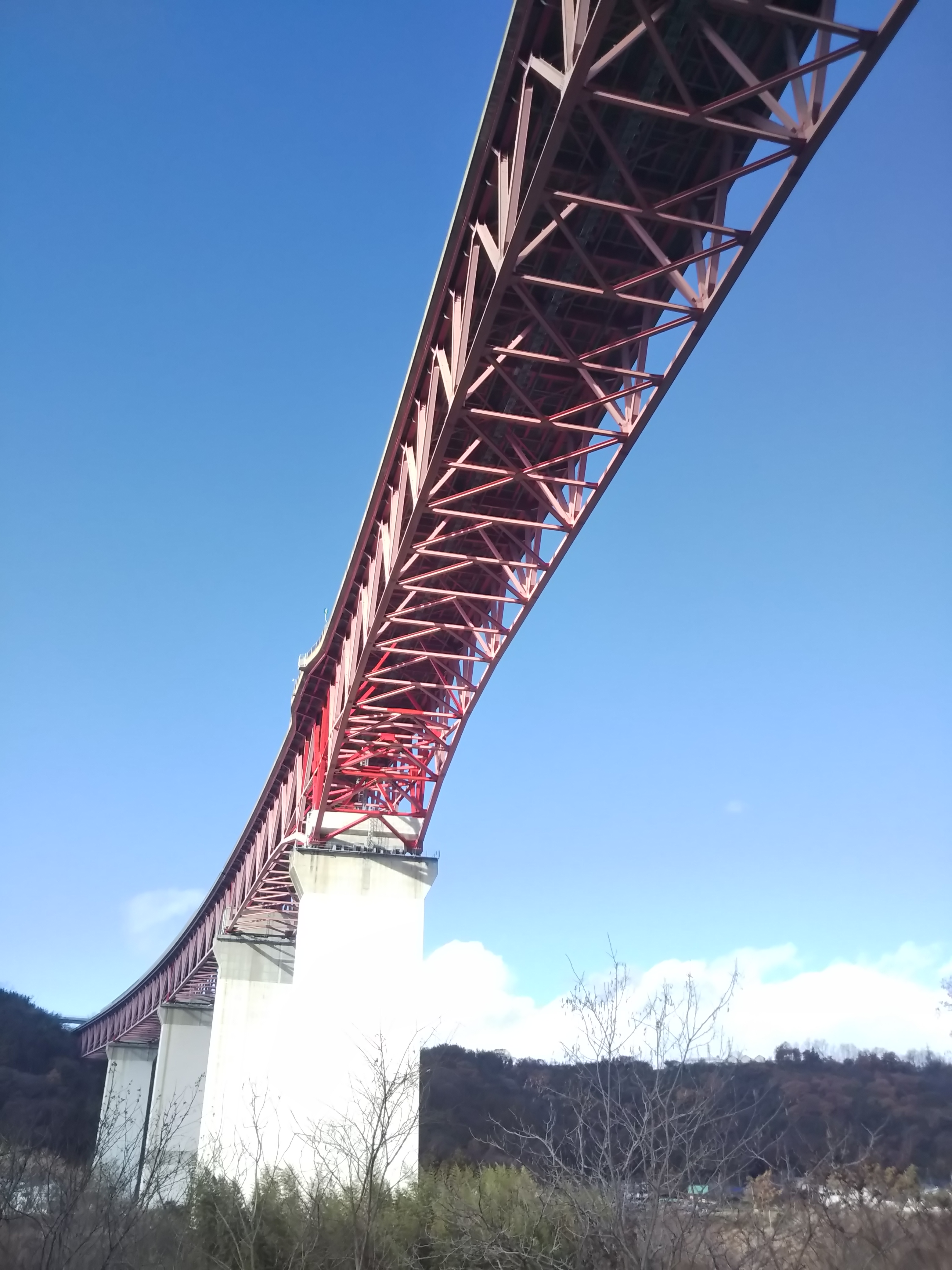
片品川左岸（昭和村側）より。奥が新潟方面

## 耐震補強工事
2012年3月から2016年12月にかけて、上部工の耐震補強工事が行われた。1666点の部材のうち853点で許容値を越え、321点で何らかの補強を必要とした。支承の交換にあたり、P2橋脚のジャッキアップ反力は1466トンに達した。それまでの日本国内最大のジャッキは1000トン対応であり、元請けの日立造船では大瀧ジャッキに1500トンジャッキを発注し、P1～P3橋脚およびA2橋台で使用。P6～P8橋脚およびA1橋台では1000トンジャッキを使用して免震支承に交換した。P4・P5橋脚はジャッキ一基当たり6000トンのジャッキアップ反力に対応する必要があり、支承の交換は事実上不可能であった。そのため既設支承の補強や、ブレーキダンパーや変位制限装置の導入の対策が採られた。本橋は土木学会田中賞作品部門を受賞した橋梁であることから、景観性にも配慮された。